# Хабаров, Александр Владимирович
Алекса́ндр Влади́мирович Хаба́ров (род. 28 июля 1972 года) — российский журналист, телеведущий. Лауреат премии «ТЭФИ—1997» и «ТЭФИ—2005», финалист конкурса «ТЭФИ—2007».

## Биография
Родился 28 июля 1972 года в городе Витебске (Белоруссия).
В 1994 году окончил факультет журналистики (отделение международной журналистики) Московского государственного университета им. М. В. Ломоносова (МГУ) по специальности «журналист-международник». Учился на одном курсе вместе с будущими коллегами по старому НТВ Владимиром Ленским, Эрнестом Мацкявичюсом, Вячеславом Грунским, Сергеем Гапоновым, Андреем Черкасовым и Владимиром Чернышёвым. Также обучался некоторое время на одном курсе с Андреем Малаховым.
Владеет английским и испанским языками.
Воспитывает двух дочерей.

### Профессиональная деятельность
В 1992 году начал работу на телевидении с должности редактора отдела международных новостей в программе «ИТА Новости». Регулярно делал международные видеообзоры по материалам информационных агентств для этой передачи.
В следующем году по приглашению Татьяны Митковой переходит на работу в телекомпанию НТВ. C октября 1993 по май 2001 года был редактором, затем корреспондентом программ «Сегодня» и «Итоги» Службы информации НТВ.
Первый сделанный репортаж был показан на НТВ в 1994 году — о судьбах советских воинов-интернационалистов, попавших в плен в Афганистане и оставшихся там навсегда.
Освещал военные операции в Чечне и других горячих точках. Вместе с Аркадием Мамонтовым занимался репортажами из Кизляра, Будённовска и посёлка Первомайское, а также сюжетами на тему последних дней семьи императора Николая II, рабства и наркобизнеса в латиноамериканских странах. В 1998 году принимал участие в телеигре «Форт Боярд» в составе команды НТВ. Вёл репортажи из Белграда во время бомбардировок Югославии силами НАТО и в дни взрывов жилых домов в Москве на улице Гурьянова и Каширском шоссе в сентябре 1999 года. 31 декабря 1999 года подготовил материал для программы «Итоги», в котором рассказывалось о том, как отставка Бориса Ельцина и приход во власть Владимира Путина повлияли на ход военного конфликта в Чечне. Принимал участие в создании документальных фильмов, в том числе и в рубрике «Профессия — репортёр» (НТВ). Автор документального фильма «Формула Пиночета, или Народное счастье» из двух серий, показанного на НТВ в январе 2001 года.
После разгона команды НТВ первого созыва 14 апреля 2001 года согласился работать с командой Бориса Йордана.
С мая по декабрь 2001 года вёл ночную информационно-аналитическую программу «Сегодня в полночь» вместо Владимира Кара-Мурзы. С сентября по декабрь 2001 года также был ведущим выпусков программы «Сегодня в 22:00» (в обоих случаях — чередуясь с Кириллом Поздняковым).
11 сентября 2001 года провёл выпуск программы, целиком и полностью посвящённый террористическим актам в США, когда были взорваны небоскрёбы. Александр Хабаров проработал на НТВ до начала 2002 года — в то время для него не нашлось места в вечернем и ночном эфире телеканала.
На телеканале «Россия» работает с марта 2002 года. В это же время Олег Добродеев предложил создать на этом канале проект «Специальный корреспондент».
С сентября 2002 по июнь 2009 года Хабаров вместе с Аркадием Мамонтовым, Вячеславом Грунским и Александром Рогаткиным готовил репортажи для программы «Специальный корреспондент». Руководил в проекте студией «Авторская программа Александра Хабарова». Делал репортажи, посвящённые актуальным событиям в социальной и общественно-политической жизни страны, а также на развлекательную тематику.
С 2004 года Александр Хабаров является членом Академии российского телевидения.
С сентября 2009 года — руководитель лондонского бюро «Вестей». Собственный корреспондент программ «Вести» и «Вести недели» в Великобритании. С 7 апреля 2021 года — автор и ведущий проекта «Британия с Александром Хабаровым» на телеканале «Россия-24».

## Награды и премии
- Медаль ордена «За заслуги перед Отечеством» II степени (11 октября 1995 года) — за заслуги перед государством и многолетний добросовестный труд[31].
- Медаль ордена «За заслуги перед Отечеством» I степени (8 декабря 2000 года) — за мужество, отвагу и самоотверженность, проявленные при исполнении профессионального долга, и объективное освещение событий в Северо-Кавказском регионе[32].
- Орден Дружбы (27 июня 2007 года) — за большой вклад в развитие отечественного телевидения и многолетнюю плодотворную работу[33].
- Нагрудный знак Министерства внутренних дел России «За содействие МВД».
- Премия «ТЭФИ—1997» в номинации «Репортёр» — программа «Сегодня»[8][34].
- Премия «ТЭФИ—2005» в номинации «Журналистское расследование» — фильм «Ловцы душ» программы «Специальный корреспондент»[35].
- Финалист конкурса «ТЭФИ—2007» в номинации «Специальный репортаж, журналистское расследование» — фильм «В добрый путь» программы «Специальный корреспондент»[36].